# جون كول (قاضي)
جون كول (بالإنجليزية: John Cole)‏ هو قاضي أمريكي، ولد في 1715 في نورث كينغستاون في الولايات المتحدة، وتوفي في 1777 في بروفيدنس في الولايات المتحدة.